# Aldo Timossi
Aldo Timossi (Morano sul Po, 18 novembre 1946) è un giornalista e scrittore italiano.

## Biografia
Nato il 18 novembre del 1946, a Morano sul Po da Ercole e Luigina Rey, è stato amministratore comunale per quattro mandati, presidente di Unità Sanitaria locale. Dopo l'apprendistato nel giornale locale "Il Monferrato" e l'iscrizione all'Ordine nazionale giornalisti, inizia la carriera in Regione Piemonte il 3 giugno 1974, chiamato dal presidente Gianni Oberto Tarena per costituire l'Ufficio Stampa. È sempre accanto ai Presidenti che verranno nelle legislature successive. Capo di Gabinetto del presidente Vittorio Beltrami dal 1985 e, per qualche tempo, del successore Gian Paolo Brizio dal 1990, ha ricoperto posizioni dirigenziali sempre nell'ambito della Presidenza, fino al congedo nel 2008. Ha fatto parte di commissioni presso il Ministero delle Poste per la riforma radiotelevisiva e l'assegnazione delle frequenze all'emittenza privata. È stato inoltre esperto di Cerimoniale e consultore giuridico della Conferenza Episcopale Piemonte-Valle d'Aosta per il quinquennio 2008-2013.
Laureato in Lettere - indirizzo storico presso l'Università degli Studi di Torino, con una tesi intitolata Storia politica del Regionalismo in Italia, relatore il grande storico dell'età moderna, e Preside della Facoltà, Guido Quazza. Appassionato di ricerca storica, è autore di alcune opere di storia locale: Storia del Monferrato, TRAPOeLINO (Tre millenni di storia e leggende a Morano sul Po), Alla riscoperta del Monferrato, Roma è salva (La battaglia dei Campi Raudi), Né imbecilli né spiantati (Storia della Famiglia dei marchesi Mossi e Pallavicino-Mossi) e di un saggio sul fiume Po in corso di stampa Po: un fiume di parole. Inoltre ha recentemente lavorato ad una ricerca storico-militare sulle vicende del biennio che portò l'Esercito Italiano all'entrata in guerra nel 1915, nonché ad un'approfondita biografia del grande Papa Innocenzo III e del Vescovo vercellese Sant'Eusebio.
In virtù del suo impegno nell'organizzazione di eventi legati al mondo scientifico ed in particolare alla ricerca sui corpi celesti e sugli asteroidi, è stato eccezionalmente intitolato al suo nome il 13174 Timossi, asteroide della fascia principale, scoperto nel 1996, che presenta un'orbita caratterizzata da un semiasse maggiore pari a 2,6522595 UA e da un'eccentricità di 0,1054032, inclinata di 15,15093° rispetto all'eclittica.

## Opere principali
- Alla riscoperta del Monferrato, Casale Monferrato, 1972
- Storia del Monferrato (dall'homo sapiens al duemila), Casale Monferrato, 1995
  - The History of Monferrato - From Homo Sapiens to the Twentieth Century (traduzione a cura di Charles R. Rossi), Auburn, Alabama USA, 2005
- "TRAPOeLINO" (Tre millenni di storia e leggende a Morano sul Po), Roma, 2009
- Roma è salva (La battaglia dei Campi Raudi), Roma, 2011
- Né imbecilli né spiantati (Storia della Famiglia dei marchesi Mossi e Pallavicino-Mossi), Roma, 2012
- Luminare maius (Chiesa e Politica di Papa Innocenzo III), Roma, 2014
- Mallus haereticorum (Vita di Sant'Eusebio di Vercelli), Roma, 2015
- Si poteva morire di meno (Italia Prima Guerra Mondiale), Roma, 2015
- "O Franza o Spagna purché se magna" (1628-1630 tra fame e peste Casale Monferrato resiste a tre anni di assedio), Roma, 2015
- Così muoiono i cristiani (Storie di Santi vittime delle persecuzioni), Roma, 2016
- "Populetus o Pobledo” (Mille anni di una grangia cistercense), Roma, 2017
- Il Monferrato e i 150 anni del suo giornale, Casale Monferrato, 2021
- Cento anni su due ruote, Casale Monferrato, 2022
- Storia dell'Aeronautica militare a Casale Monferrato(collaborazione), Casale Monferrato, 2023